# 彼尔·劳弗令
彼尔·劳弗令（瑞典語：Pehr Löfling）（1729年1月31日—1756年2月22日）是瑞典植物学家。
劳弗令出生在耶夫勒市的一个小镇中，在乌普萨拉大学接受教育，直接听到林奈讲授的课程，1751年，他到西班牙，学习西班牙语，然后到南美洲考察，1754年2月前往委内瑞拉，两年后在那里逝世，他去世的地方有一个劳弗令公园是为了纪念他而起名的。
林奈于1758年出版了他的遗著《在西班牙语地区旅行，1751年-1756年，从欧洲的西班牙到南美洲》（Iter Hispanicum, eller resa til Spanska Länderna uti Europa och America 1751 til 1756）
林奈为了纪念他，将石竹科的沙刺花属用他的名字命名为 Loeflingia Linn.